# Vodacom Cup 1998
La Vodacom Cup de 1998 fue la primera edición del torneo para selecciones provinciales de Sudáfrica.
El torneo se disputó en el primer semestre en paralelo al Súper Rugby, mientras que la Currie Cup se disputó en el segundo semestre.
El campeón fue el equipo de Griqualand West quienes obtuvieron su primer campeonato.

## Sistema de disputa
El torneo se disputó en zonas que se distribuyeron por cercanía geográfica, los dos mejores equipos de cada zona clasificaron a las semifinales.

## Clasificación

### Sección A
| Pos. | Equipo              | Encuentros | Encuentros | Encuentros | Encuentros | Tantos | Tantos | Tantos | PB | PB | Puntos |
| Pos. | Equipo              | PJ         | PG         | PE         | PP         | F      | C      | Dif    | BO | BD | Puntos |
| ---- | ------------------- | ---------- | ---------- | ---------- | ---------- | ------ | ------ | ------ | -- | -- | ------ |
| 1.º  | Griqualand West     | 12         | 10         | 0          | 2          | 627    | 257    | +370   | 9  | 2  | 51     |
| 2.º  | SWD Eagles          | 12         | 9          | 0          | 3          | 401    | 220    | +181   | 5  | 3  | 44     |
| 3.º  | Boland              | 12         | 8          | 0          | 4          | 374    | 341    | +33    | 6  | 1  | 39     |
| 4.º  | Eastern Province    | 12         | 5          | 0          | 7          | 285    | 355    | -70    | 3  | 3  | 26     |
| 5.º  | Free State Cheetahs | 12         | 4          | 0          | 8          | 277    | 471    | -194   | 2  | 0  | 18     |
| 6.º  | Border              | 12         | 3          | 0          | 9          | 194    | 428    | -234   | 2  | 0  | 14     |
| 7.º  | Western Province    | 12         | 3          | 0          | 9          | 343    | 429    | -86    | 0  | 2  | 14     |

### Sección B
| Pos. | Equipo              | Encuentros | Encuentros | Encuentros | Encuentros | Tantos | Tantos | Tantos | PB | PB | Puntos |
| Pos. | Equipo              | PJ         | PG         | PE         | PP         | F      | C      | Dif    | BO | BD | Puntos |
| ---- | ------------------- | ---------- | ---------- | ---------- | ---------- | ------ | ------ | ------ | -- | -- | ------ |
| 1.º  | Golden Lions        | 12         | 9          | 0          | 3          | 512    | 290    | +222   | 9  | 2  | 47     |
| 2.º  | Natal Wildebeest    | 12         | 9          | 0          | 3          | 507    | 341    | +166   | 11 | 0  | 47     |
| 3.º  | Mpumalanga Pumas    | 12         | 8          | 1          | 3          | 392    | 275    | +117   | 9  | 1  | 44     |
| 4.º  | Falcons             | 12         | 7          | 1          | 4          | 379    | 345    | +34    | 6  | 2  | 38     |
| 5.º  | Blue Bulls          | 12         | 4          | 0          | 8          | 303    | 389    | -86    | 1  | 1  | 18     |
| 6.º  | Northern Free State | 12         | 2          | 0          | 10         | 238    | 429    | -191   | 1  | 3  | 12     |
| 7.º  | North West          | 12         | 2          | 0          | 10         | 260    | 522    | -262   | 2  | 0  | 10     |

|  | Semifinalistas. |

### Semifinales
| 20 de mayo | Golden Lions | 31 - 19 | SWD Eagles | Ellis Park Stadium, Johannesburgo |  |

| 21 de mayo | Griqualand West | 44 - 25 | Natal Wildebeest | Griqua Park, Kimberley |  |

### Final
| 28 de mayo | Griqualand West | 57 - 0 | Golden Lions | Griqua Park, Kimberley |  |

| Bandera de Sudáfrica    |
| Campeón Griqualand West |
| Primer título           |